# Râul Homoriciu
Râul Homoriciu este un curs de apă, afluent al râului Ialomicioara. 